# Санмихају Роман
Санмихају Роман (рум. Sânmihaiu Român) насеље је у Румунији у округу Тимиш у општини Санмихају Роман. Oпштина се налази на надморској висини од 81 m.

## Прошлост
По "Румунској енциклопедији" место се први пут помиње 1333. године. Године 1350. у једној мађарској повељи помиње се Санкт Михаљ. Када су протерани Турци, извршли су Аустријанци попис 1717. године; ту је записано 40 кућа. Православна црква је подигнута 1774. године.
"Семихал" је 1764. године православна парохија у Темишварском протопрезвирату. Аустријски царски ревизор Ерлер је констатовао 1774. године да Сентмихај румунски припада Барачком округу, Темишварског дистрикта. Становништво је измешано српско и влашко. Када је 1797. године пописан православни клир у "Сент Михаљу" су петорица свештеника, који мада носе српска имена и презимена не говоре српским језиком. Били су то пароси, поп Павле Павловић (рукоп. 1765), поп Михаил Драгојловић (1767), поп Јован Поповић (1784), поп Кирил Поповић (1791) и ђакон Јован Мартиновић (1779).

## Становништво
Према подацима из 2012. године у насељу је живело 4343 становника.

### Попис2002.
| Расподела становништва по националности 2002.‍ | Расподела становништва по националности 2002.‍ | Расподела становништва по националности 2002.‍ | Расподела становништва по националности 2002.‍ | Расподела становништва по националности 2002.‍ |
| --------------------------------------------- | --------------------------------------------- | --------------------------------------------- | --------------------------------------------- | --------------------------------------------- |
|                                               |                                               |                                               |                                               |                                               |
| Румуни                                        | Румуни                                        |                                               | 4.130                                         | 94,0%                                         |
| Мађари                                        | Мађари                                        |                                               | 132                                           | 3,0%                                          |
| Роми                                          | Роми                                          |                                               | 40                                            | 0,9%                                          |
| Украјинци                                     | Украјинци                                     |                                               | 4                                             | 0,1%                                          |
| Немци                                         | Немци                                         |                                               | 66                                            | 1,5%                                          |
| Срби                                          | Срби                                          |                                               | 9                                             | 0,2%                                          |
| Словаци                                       | Словаци                                       |                                               | 12                                            | 0,3%                                          |